# Driopea atronotata
Driopea atronotata är en skalbaggsart som beskrevs av Maurice Pic 1929. Driopea atronotata ingår i släktet Driopea och familjen långhorningar. Inga underarter finns listade i Catalogue of Life.